# Spektrum pierścienia
Spektrum pierścienia – dla danego pierścienia przemiennego z jednością {\displaystyle A,} zbiór {\displaystyle \mathrm {Spec} (A)} złożony ze wszystkich ideałów pierwszych w {\displaystyle A} wraz z tzw. topologią Zariskiego, tj. topologią, w której rodziną zbiorów domkniętych jest
{\displaystyle {\mathcal {F}}=\{V(E)\colon E\subseteq A\},}
przy czym dla dowolnego podzbioru {\displaystyle E} pierścienia {\displaystyle A} symbol {\displaystyle V(E)} oznacza zbiór wszystkich ideałów pierwszych zawierających {\displaystyle E.}

## Własności
- Punkt w przestrzeni {\displaystyle \mathrm {Spec} (A)} jest domknięty wtedy i tylko wtedy, gdy jest ideałem maksymalnym (nie może zawierać się w żadnym innym ideale pierwszym, a każdy ideał maksymalny jest pierwszy). Spektrum pierścienia nie jest więc zazwyczaj przestrzenią T1, ani tym bardziej przestrzenią Hausdorffa.
- Jeśli punkt {\displaystyle x} przestrzeni {\displaystyle \mathrm {Spec} (A)} należy do domknięcia innego punktu {\displaystyle y} tej przestrzeni, to {\displaystyle y} jako zbiór jest zawarty w {\displaystyle x} (skoro {\displaystyle x} jest elementem {\displaystyle V(y),} to musi zawierać zbiór {\displaystyle y}).
- {\displaystyle \mathrm {Spec} (A)} jest przestrzenią T0.

### Struktura zbiorów otwartych w topologii Zariskiego
Z definicji topologii Zariskiego wynika, że rodziną zbiorów otwartych w {\displaystyle \mathrm {Spec} (A)} jest
{\displaystyle \{\mathrm {Spec} (A)\setminus V(E)\colon \;E\subseteq A\},}
Dla każdego elementu {\displaystyle f} pierścienia {\displaystyle A} niech {\displaystyle D(f)} oznacza dopełnienie w {\displaystyle \mathrm {Spec} (A)} zbioru {\displaystyle V(\{f\}} (będące zbiorem otwartym). Zbiory {\displaystyle D(f)} składają się z tych wszystkich tych ideałów pierwszych pierścienia {\displaystyle A,} które nie zawierają elementu {\displaystyle f.} Ponadto,
- zbiory {\displaystyle D(f)} tworzą bazę otoczeń otwartych topologii Zariskiego.
- zbiór {\displaystyle D(f)} jest pusty wtedy i tylko wtedy, gdy element {\displaystyle f} jest nilpotentny.
- zbiór {\displaystyle D(f)} jest równy {\displaystyle \mathrm {Spec} (A)} wtedy i tylko wtedy, gdy element {\displaystyle f} jest jednością w pierścieniu {\displaystyle A.}
- przestrzeń {\displaystyle \mathrm {Spec} (A)} jest zwarta, a każdy zbiór {\displaystyle D(f),} jako domknięty podzbiór przestrzeni zwartej, jest podprzestrzenią zwartą przestrzeni {\displaystyle \mathrm {Spec} (A).}
- zbiór otwarty w {\displaystyle \mathrm {Spec} (A)} jest podprzestrzenią zwartą wtedy i tylko wtedy, gdy można go przedstawić w postaci sumy skończenie wielu zbiorów postaci {\displaystyle D(f).}

### Spójność przestrzeniSpec(A){\displaystyle \mathrm {Spec} (A)}
Składowymi nieprzywiedlnymi przestrzeni {\displaystyle \mathrm {Spec} (A)} są zbiory {\displaystyle V(\{p\}),} gdzie {\displaystyle p} jest minimalnym ideałem pierwszym pierścienia {\displaystyle A.} {\displaystyle \mathrm {Spec} (A)} jest przestrzenią nieprzywiedlną wtedy i tylko wtedy, gdy nilradykał pierścienia {\displaystyle A} jest ideałem pierwszym.

## Spektrum jako schemat afiniczny
Na przestrzeni topologicznej {\displaystyle \mathrm {Spec} (A)} można zdefiniować snop pierścieni {\displaystyle {\mathcal {O}}_{\mathrm {Spec} (A)}.} Mianowicie, dla {\displaystyle f\in A} określmy {\displaystyle {\mathcal {O}}_{\mathrm {Spec} (A)}(D(f))=A_{f},} lokalizacja pierścienia {\displaystyle A} w {\displaystyle f.} Ponieważ dla różnych {\displaystyle f\in A,} zbiory {\displaystyle D(f)} tworzą bazę topologii {\displaystyle \mathrm {Spec} (A),} oraz dla {\displaystyle D(g)\subseteq D(f),} istnieje naturalne odwzorowanie {\displaystyle A_{f}\to A_{g},} łatwo się przekonać, że to wystarczy do określenia wartości snopa na wszystkich otwartych podzbiorach {\displaystyle \mathrm {Spec} (A).}
Przestrzeń {\displaystyle \mathrm {Spec} (A)} wraz z tak określonym snopem {\displaystyle {\mathcal {O}}_{\mathrm {Spec} (A)}} nazywa się schematem afinicznym powiązanym z pierścieniem {\displaystyle A.} Schematy afiniczne są istotnym elementem konstrukcji ogólnych schematów -- odgrywają podobną rolę do otwartych podzbiorów {\displaystyle \mathbb {R} ^{n}} w konstrukcji rozmaitości topologicznych bądź różniczkowych.

## Przykłady
Pierścień liczb całkowitych jest pierścieniem ideałów głównych. Ideałami pierwszymi są w nim ideały postaci {\displaystyle (p),} gdzie {\displaystyle p} jest liczbą pierwszą:
{\displaystyle \mathrm {Spec} (\mathbb {Z} )=\{(0)\}\cup \{(p)\colon p{\text{ -- liczba pierwsza}}\}.}
Niezerowe ideały pierwsze w tym pierścieniu są ideałami maksymalnymi, czyli każdy punkt {\displaystyle (p)} przestrzeni {\displaystyle \mathrm {Spec} (\mathbb {Z} )} jest domknięty (punkt {\displaystyle (0)} domknięty nie jest). Ponadto, jeśli {\displaystyle E} jest podzbiorem zbioru liczb całkowitych, to do zbioru {\displaystyle V(E)} należą te i tylko te ideały pierwsze {\displaystyle (p)} (ewentualnie {\displaystyle (0),} gdy {\displaystyle E\subseteq \{0\}}), dla których liczba {\displaystyle p} dzieli każdą liczbę {\displaystyle m} należącą do {\displaystyle E,} tj.
{\displaystyle V(E)\subseteq V(m).}
W szczególności, każdy zbiór {\displaystyle V(E)} jest skończony.
Na odwrót, dla dowolnego skończonego zbioru liczb pierwszych {\displaystyle p_{1},\dots ,p_{k}} jeśli {\displaystyle n} jest ich iloczynem, to {\displaystyle V(n)=\{(p_{1}),\dots ,(p_{k})\}.} Stąd wynika, że jedynymi zbiorami domkniętymi w {\displaystyle \mathrm {Spec} (\mathbb {Z} )} są zbiory skończone i zbiór {\displaystyle \mathrm {Spec} (\mathbb {Z} ).} Dwa zbiory otwarte w {\displaystyle \mathrm {Spec} (\mathbb {Z} )} mają więc nieskończenie wiele punktów wspólnych, a sama przestrzeń jest nieprzywiedlna.